# Nová Ves u Třebíče

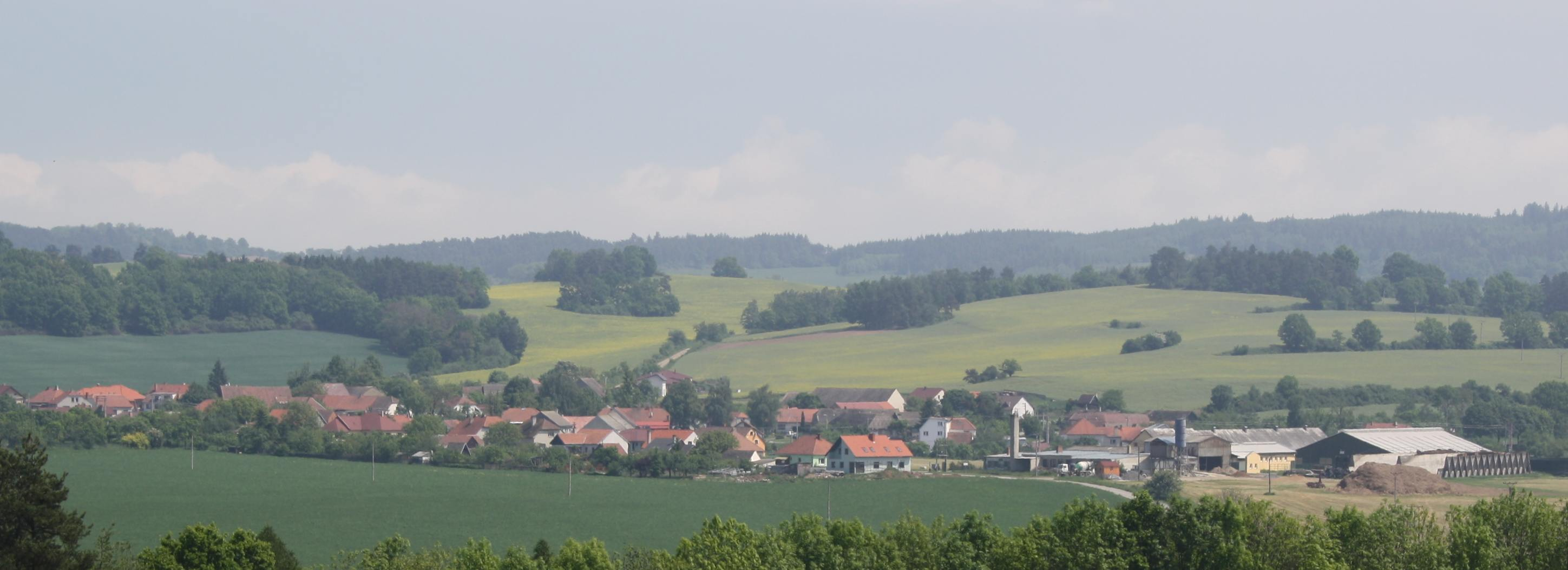
Nová Ves

Nová Ves (deutsch Neudorf) ist eine Gemeinde in Tschechien. Sie liegt sieben Kilometer nordwestlich von Třebíč und gehört zum Okres Třebíč.

## Geographie
Nová Ves befindet sich im Süden der Böhmisch-Mährischen Höhe auf einer Kuppe linksseitig über dem Tal der Jihlava.
Nachbarorte sind Číhalín im Norden, Okřešice im Nordosten, Račerovice im Osten, Sokolí und Červený Mlýn im Südosten, Petrovice im Süden, Nové Petrovice und Okříšky im Westen sowie Přibyslavice im Nordwesten.

## Geschichte
Die erste urkundliche Erwähnung des Dorfes erfolgte im Jahre 1214.
Nach der Aufhebung der Patrimonialherrschaften bildete Nová Ves ab 1850 eine politische Gemeinde im Bezirk Třebíč. Zu dieser Zeit hatte das Dorf 198 Einwohner. 1905 wurde eine Dorfschule eingeweiht. Die Freiwillige Feuerwehr Nová Ves gründete sich 1911. Nördlich des Dorfes wurden ein Kalkbruch und eine Ziegelei betrieben.
Größtes Unternehmen in Nová Ves ist heute die Mann+Hummel (CZ) s.r.o. Im Kalkbruch befindet sich die Ranch Vápenka.

## Gemeindegliederung
Für die Gemeinde Nová Ves sind keine Ortsteile ausgewiesen.

## Sehenswürdigkeiten
- Dorfplatz mit Teich und Glocke